# Victor Deconinck
Victor Deconinck is een Nederlands journalist, voormalig televisiepresentator, sportscribent, galeriehouder en spreker.

## Opleiding
Deconinck bracht zijn jeugd door in zijn geboortestad Schiedam en studeerde orthopedagogiek en onderwijskunde, waarmee hij de titel drs. behaalde.

## Carrière
Deconinck is een zoon van de Schiedams beeldend kunstenaar Octave DeConinck. Nadat hij zijn opleiding orthopedagogiek had afgerond werd hij aangesteld als directeur van een pabo, de St Lucia in Kralingen; hij was destijds de jongste pabo-directeur. Daarnaast deed hij veel journalistiek werk, voor diverse kranten en ook voor Radio Rijnmond. Door zijn activiteiten op het gebied van onderwijs werd hij gevraagd om een aantal educatieve series te presenteren voor Teleac, later met NPS en RVU gefuseerd tot NTR. 
Halverwege jaren 80 maakte Deconinck een carriereswitch. Hij ging zich bezighouden met het voorzitten van congressen, trainingen geven, adviezen en ging uiteindelijk ook weer voor de televisie werken (RTL Veronique, NOS, TROS). Van 1994 tot 2003 was hij een van de presentatoren van TweeVandaag.
Ook heeft hij begin jaren 90 Galerie de Compagnie opgericht, een galerie voor hedendaagse kunst in Dordrecht. Hij kocht het West-Indisch Huis aan en zorgde voor een uitbreiding van expositieruimte en het faciliteren van bijeenkomsten. In 2008 hield het presentatorschap op, hij bleef echter wel actief in de Compagnie en als mediatrainer. In 2018 stopte hij als galeriehouder.
Deconinck is te horen als voice-over in het televisieprogramma Bed & Breakfast van Omroep MAX.